# الأسد الإنسان

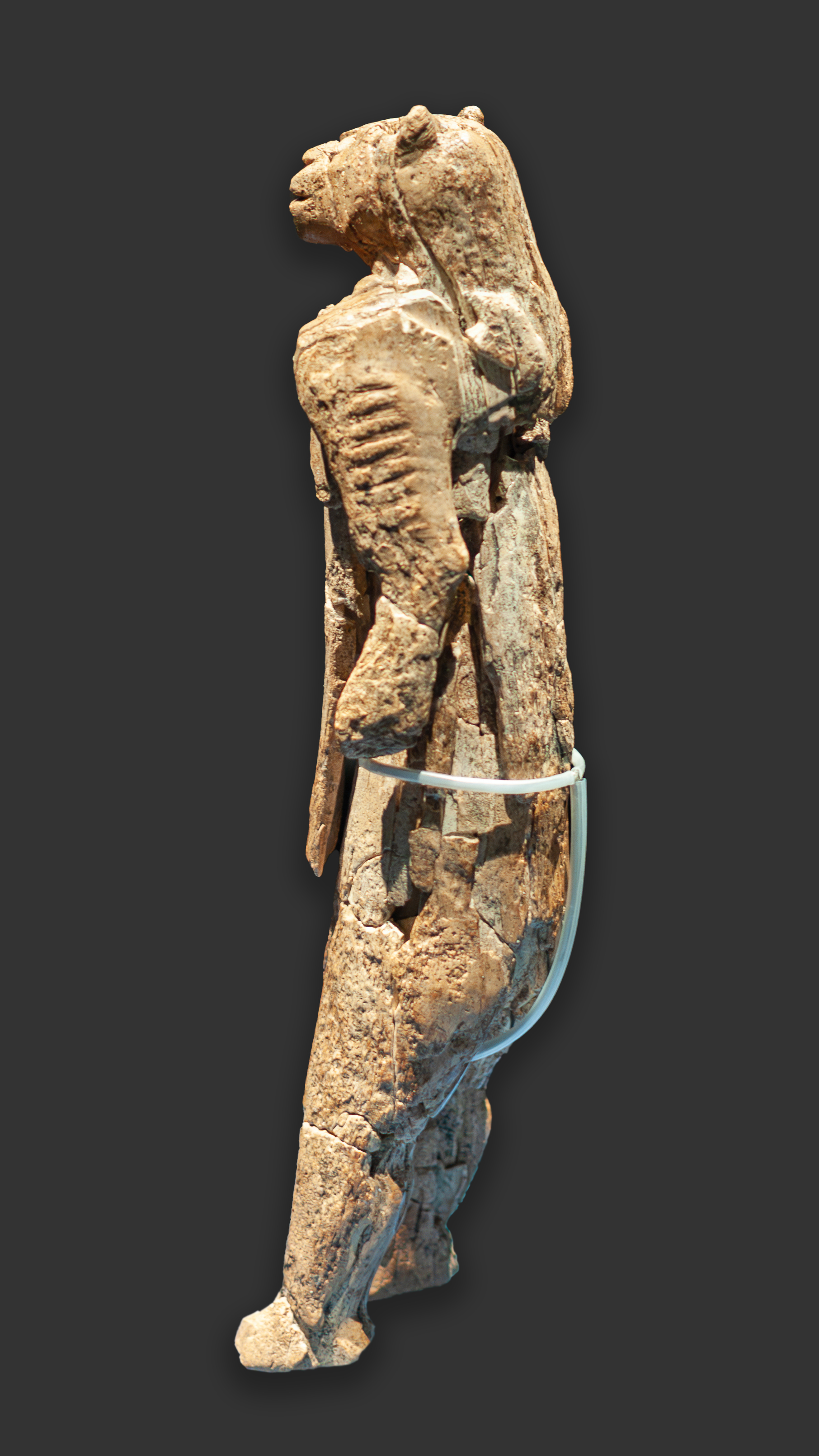
تمثال ذو رأس أسد وجد في ألمانيا ، يعود إلى العصر الحجري القديم الأعلى من حوالي 35،000 إلى 40،000 سنة

الأسد الإنسان ((بالألمانية: Löwenmensch)‏, literally "lion human") انسان أسد (بالألمانية: Löwenfrau)‏، هو تمثال منحوت من العاج يعد واحد من أقدم التماثيل المعروفة في العالم. قدر عمر التمثال بحوالي 40,000 سنة. المنحوته طولها 29.6 سم (11.7 بوصة)، وعرضها 5.6 سم، أما سمكها هو 5.9 سم. نحت التمثال باستخدام سكينة من حجر الصوان. وجدت قطع هذا التمثال في العام 1939 بكهف يدعى هولنشتاين-ستادل في ألمانيا. نسي هذا التمثال بسبب بدأ الحرب العالمية الثانية وأعيد اكتشافه بعد ثلاثين سنة. جمعت أجزاء هذا التمثال لكن بدون الرأس وبعد ذلك أي بين عامي 1997 و 1998، تم اكتشاف أجزاء إضافية من التمثال وتجميعها وأعيد بناء الرأس واستعادته.
يتم عرضه حاليًا في متحف أولم بمدينة أولم ، بألمانيا.

## تفسير
عزا بعض الباحثين الخصائص الجنسية للكائن. في البداية ، تم تصنيف التمثال على أنه ذكر من قبل هان الذي اقترح أن تكون اللوحة الموجودة على البطن عبارة عن قضيب رخو. صنفت شميد هذه الميزة لاحقًا على أنها مثلث عانة ؛ [4] ومع ذلك ، من فحص أجزاء جديدة من التمثال ، اقترحت أن التمثال كان لامرأة برأس هولينلوفين (أنثى أسد الكهف الأوروبي). [15] افتقر ذكر أسود الكهوف الأوروبية في كثير من الأحيان إلى عروق مميزة ، لذا فإن غياب بدة لا يمكن أن يحدد بشكل قاطع أن التمثال كان لبؤة ، وتبع ذلك نقاش حول جنسه بين بعض المشاركين في البحث والصحافة الشعبية. صرح كورت ويربيرغر ، من متحف أولم ، أن التمثال أصبح "أيقونة للحركة النسوية". [4]
بعد ترميم التمثال خلال 2012-2013 تم إدراك أن الصفائح الدموية المثلثة في المنطقة التناسلية قد تمت معالجتها في كل مكان ، وفصلها عن التمثال. تشير نقطة الكسر إلى أنه ربما كان في الأصل مربع الشكل ، والذي يمكن تفسيره على أنه عضو جنسي ذكوري منمق. يستمر الجدل ، على الرغم من أن التحديد الموضوعي لجنس تمثال الإنسان الأسد Löwenmensch قد يكون مستحيلاً.
تم وضع تمثال لوفينمينش في غرفة على بعد 30 مترًا (98 قدمًا) تقريبًا من مدخل كهف Stadel ، مصحوبًا بالعديد من الأشياء الأخرى. تم العثور على أدوات عظمية وقرون مشغولة ، إلى جانب مجوهرات تتكون من المعلقات والخرز وأسنان الحيوانات المثقبة. ربما كانت الغرفة مكانًا خاصًا ، ربما كانت تستخدم كمخزن ، أو مخبأ ، أو ربما كمنطقة للطقوس الدينية.
تم العثور على تمثال بشري مشابه ولكنه أصغر برأس أسد في كهف Hohle Fels. اقترح عالم الآثار نيكولاس كونارد أن "ساكني كهف هوله فيلس في وادي آخ و Hohlenstein-Stadel في Lone Valley لا بد وأن يكونوا أعضاء في نفس المجموعة الثقافية وأنهم يشتركون في المعتقدات والممارسات المرتبطة بالصور البشرية للحيوانات والبشر" وأن " اكتشاف تمثال الإنسان الأسد الثاني يدعم الفرضية القائلة بأن شعب Aurignacian مارس شكلاً من أشكال الشامانية".
يشترك التمثال في بعض أوجه التشابه مع رسومات الكهوف الفرنسية اللاحقة ، والتي تُظهر أيضًا مخلوقات هجينة ذات أجسام منخفضة تشبه الإنسان ورؤوس حيوانات ، مثل "الساحر" من Trois Frères في جبال البرانس أو "Bison-man" من كهف جابيلو في دوردوني.

## اقرأ أيضا
- كهف دي جابيلو
- كهف لاسكو